# استراتوسفر

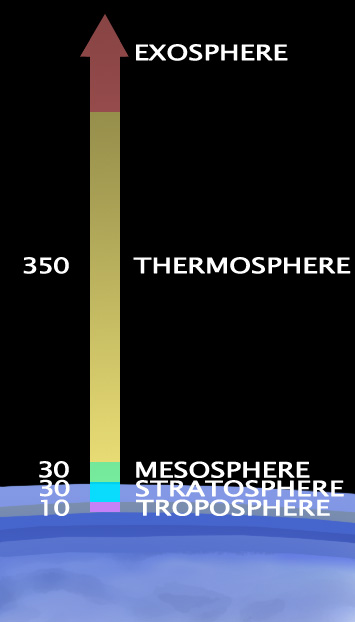
دیاگرام اتمسفر که استراتوسفر در آن نشان داده شده است.

پوشَن‌سپهر یا استراتوسفر (به انگلیسی: Stratosphere) لایه‌ای از اتمسفر است که تا پنجاه کیلومتری زمین ادامه دارد و دومین لایهٔ بزرگ اتمسفر می‌باشد. این لایه بالای تروپوسفر و پایین مزوسفر قرار دارد. افزایش تدریجی دما یکی از ویژگی‌های آن است. یکی دیگر از ویژگی‌های استراتوسفر میزان نسبتاً زیاد گاز اوزون (O۳) به‌ویژه در اطراف لایهٔ استراتوپاز است که ضخامتی حدود ۱۶ تا ۳۰ کیلومتر دارد و لایهٔ اوزون نیز در این لایه تشکیل می‌شود. دما در بعضی نواحی این لایه به °۶۰- سانتی‌گراد (°۷۶- فارنهایت یا ۲۱۳ کلوین) می‌رسد.
این لایه در جلوگیری از اثرات مرگ‌بارِ تابش‌های شدید فرابنفش با وجود اوزون موجود در آن بسیار مؤثر است. از طرف دیگر گاز اوزون به همراه کربن دی‌اکسید در پراکندگی عمودی دما تأثیر به‌سزایی دارد. استراتوپاز مرز میان این لایه و لایهٔ بالایی آن یعنی مزوسفر، از ارتفاع حدود ۵۱ کیلومتری آغاز شده و ناحیهٔ انتقالی میان استراتوسفر و مزوسفر را می‌سازد.